# Champseru
Champseru település Franciaországban, Eure-et-Loir megyében. Lakosainak száma 347 fő (2022. január 1.). Champseru Umpeau, Ymeray és Coltainville községekkel határos.

## Népesség
A település népességének változása:
| Lakosok száma | 162  | 241  | 260  | 305  | 287  | 313  | 333  | 343  | 344  | 347  |
|               | 1968 | 1982 | 1990 | 2006 | 2013 | 2015 | 2017 | 2019 | 2020 | 2022 |